# Noël-Cerneux
Noël-Cerneux is een gemeente in het Franse Kanton Morteau dat behoort tot het departement Doubs (regio Bourgogne-Franche-Comté) en telt 295 inwoners (1999). De plaats maakt deel uit van het arrondissement Pontarlier.

## Geografie
De oppervlakte van Noël-Cerneux bedraagt 6,4 km², de bevolkingsdichtheid is 46,1 inwoners per km².
De onderstaande kaart toont de ligging van Noël-Cerneux met de belangrijkste infrastructuur en aangrenzende gemeenten.

## Demografie
Onderstaande figuur toont het verloop van het inwonertal (bron: INSEE-tellingen).